# Thermoluminescence

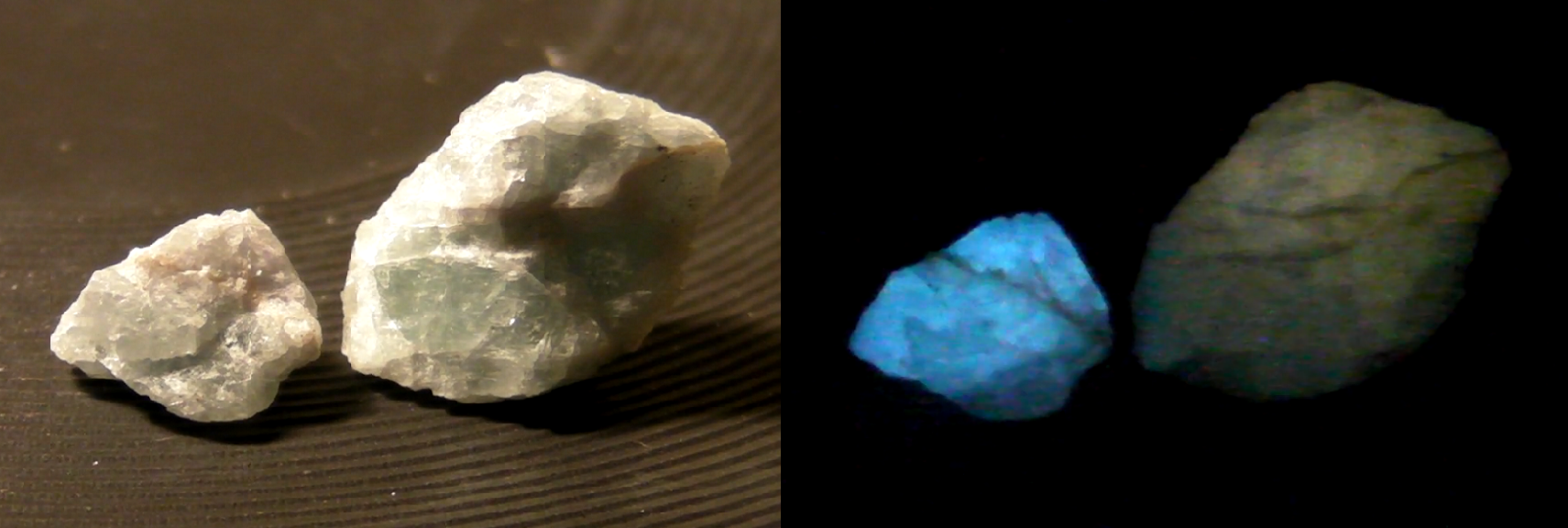
Thermoluminescence de fluorite

La thermoluminescence est un phénomène physique lié à la capacité de certains cristaux d'accumuler au niveau atomique l'énergie cédée par les radiations ionisantes (issues de la radioactivité naturelle du sol et du rayonnement cosmique) et de restituer cette énergie sous forme de lumière lorsqu'ils sont chauffés (phénomène de luminescence stimulée thermiquement).
Il s’agit aussi d’une technique expérimentale utilisée dans plusieurs domaines scientifiques comme l’archéologie, la géologie, la médecine, la physique des corps solides, la biologie, la chimie organique, etc..

## Historique
Il est classique d’attribuer à l'alchimiste bolonais Vincenzo Casciarolo (it) (en 1603) la découverte accidentelle de la thermoluminescence à la suite de l’observation de l’émission de lumière par des nodules de barite qu’il avait fait chauffer. Ces nodules provenant de la région de Bologne avaient alors pris le nom de « pierre de Bologne » ou « pierre magique ».
En 1663, le physicien et chimiste irlandais Sir Robert Boyle observe également le phénomène de thermoluminescence en chauffant du diamant.
Le phénomène était bien décrit au XVIIIe siècle à partir d’échantillons de fluorite (variété chlorophane). Le terme « thermoluminescence » n’est formellement utilisé qu’en 1895 par Eilhard Wiedemann et Friedrich Schmidt. Comparativement à leurs prédécesseurs, les deux chercheurs induisent eux-mêmes la thermoluminescence en irradiant un échantillon avec un faisceau d’électrons. Ils sont alors les premiers à obtenir la thermoluminescence en laboratoire. L’étude du phénomène de la thermoluminescence est approfondie par Marie Curie en 1904 alors qu’elle écrit dans sa thèse doctorale : « Certains corps, comme la fluorite, sont devenus lumineux lors du chauffage ; ils sont thermoluminescents. Leur luminosité disparaît après un certain temps, mais leur capacité d’émettre de la lumière en étant chauffés est restaurée par l’action d’une étincelle ou par l’action de radiations. » La première analyse approfondie d’un spectre de thermoluminescence en menées par Morse dans les années 1900 alors qu’il étudiait lui aussi la fluorite.
Dans les années 1950, ce phénomène a trouvé une application différente de la minéralogie comme méthode de datation, principalement des céramiques.

## Principe
Alors que la résonance paramagnétique électronique s'applique aux cristaux de quartz, calcite, apatite (os et dents), sulfates et phosphates, la thermoluminescence s'applique uniquement aux cristaux de quartz, de feldspath et de zircon qui ont subi des bombardements radioactifs naturels venant des sols (sédiments et roches ambiants), endommageant les mailles cristallines de minéraux en déplaçant des électrons qui sont ensuite piégés dans d'autres défauts de la maille. Ces cristaux, chauffés (par action naturelle ou humaine) à une forte température (250 à 500 °C) ont leurs pièges vidés, ce qui remet l'horloge à zéro, les cristaux restituant l'énergie accumulée sous forme de lumière (photons). La datation consiste à mesurer l'accumulation, qui est fonction du temps, des électrons à nouveau piégés.
Dans un solide, les niveaux d’énergie peuvent être représenté par un empilement de larges bandes. La bande supérieure contient des électrons qui, lorsqu’ils voyagent entre les différents ions, n’ont aucune variation de leurs états d’énergie totale. On nomme cette bande la bande de valence. Toutefois, il existe une autre couche, généralement vide et plus énergétique, dont l’énergie correspond à celle d’un électron libre : c’est la bande de conduction (C).
La thermoluminescence utilise un processus de stimulation thermique afin de permettre la création de pics de lumière (glow peaks). Pour ce faire, des pièges à électrons sont utilisées. La profondeur du piège varie selon sa structure et correspond à l’énergie de liaison entre l’électron et le réseau cristallin. Lorsque la bonne température est atteinte, le piège se vide, il y a émission de lumière formant un pic.
Un électron peut toutefois se défaire d’un piège selon le processus suivant : son énergie doit d’abord être élevée d’une énergie au moins plus haute que la profondeur (E) du piège par rapport à son énergie initiale. Toutefois, les électrons ainsi dégagés ne sont pas totalement libres et peuvent à tout moment aller dans la bande de conduction ou revenir dans le piège.
Dans le modèle d’énergie de type « un piège, une recombinaison » (one type of traps and one type of recombination centers, soit OTOR), les centres de recombinaisons (CR) sont considérés comme étant des trous (hole type) remplis par les porteurs de charge. Lors d’une irradiation, les pièges et les CR peuvent se remplir par les porteurs de charges. Ensuite, lors du chauffage, les électrons seront éjectés des pièges. Ils seront alors libres de se mouvoir dans la bande de conduction. S’ils peuvent bouger aléatoirement, il se peut qu’ils entrent en collision avec un CR de charge opposé. La recombinaison qui en suit permet l’émission de luminescence.
Une autre possibilité est que l’électron retrouve le piège à électron vide. Dans ce cas, on assiste au phénomène de « retrappage » (retrapping). Dans le modèle OTOR, deux phénomènes peuvent survenir : l’excitation, puis la relaxation par le retrappage ou la recombinaison. 
Ces deux situations sont représentées dans le diagramme d’énergie suivant :

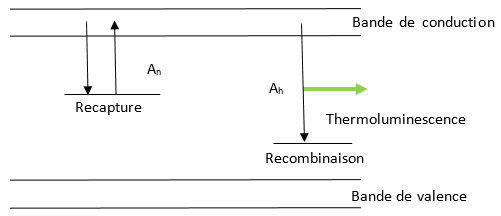
Diagramme d'énergie représentant l'excitation et la relaxation d'un électron par la recapture ou la recombinaison

Il est possible de calculer le taux de ces différentes manifestations par les équations suivantes :
{\displaystyle R_{ex}=ns\exp \left(-{\frac {E}{kT}}\right)}
{\displaystyle R_{ret}=n_{c}A_{n}(N-n)}
{\displaystyle R_{rec}=n_{c}A_{n}h}
Dans ces équations, Rex est l’excitation, Rret le taux de retrappage, Rrec le taux de recombinaison, N et n correspondent à la concentration totale et remplies des pièges activés thermiquement, nc est la concentration dans l’état libre des porteurs de charge, T correspond à la température, k est la constante de Boltzmann, h est la concentration en CR libre, An est le coefficient de retrappage et Ah est le coefficient de recombinaison et E est l’énergie d’activation. Cette dernière correspond aussi à la profondeur du piège.
Dans le modèle OTOR, la concentration de CR libre (h) et la concentration en pièges remplies (n) sont égales, permettant ainsi au système d’être neutre. Ainsi, il n’y aura pas de quantité significative d’électrons excité libres dans la bande de conduction, puisqu’ils se sont tous relaxés dans les CR ou les pièges vides. Le système est alors en condition de quasi-équilibre et la fraction des électrons s’étant relaxé en retrappage ou en recombinaison se calcule selon l’équation suivante :
{\displaystyle F={\frac {R_{rec}}{(R_{rec}-R_{ret})}}}
Un des modèles de courbe de luminescence pouvant être appliquer est le modèle de Randall et Wilkins (RW). Dans ce modèle, le taux de retrappage des électrons est négligeable. La fraction des électrons excités pouvant produire de la luminescence (F) est alors de 1 indiquant que l’intensité thermoluminescente est proportionnelle au Rex.. Dans le modèle RW l’expression d’une courbe de luminescence est décrite comme suit :
{\displaystyle I(T)=n_{0}s\exp[-\int \limits _{T_{0}}^{T}\left({\frac {s}{\beta }}\right)\exp \left(-{\frac {E}{kT}}\right)dT']}
Où I(T) est l’intensité des pics en fonction de la température T et n0 le nombre de charges piégées au départ.
Celle-ci montre bien que l’intensité de la courbe de luminescence est une fonction de température. Le changement en n dans la première partie de l’équation est négligeable et l’équation est exponentielle et la probabilité d’une excitation thermique augmente de façon exponentielle. 
On obtient alors pour une analyse de thermoluminescence sous ce modèle les courbes de luminescence dont l’ascensions est beaucoup plus lente que leurs descentes. Aussi, ceci implique que plus la profondeur du piège augmente, plus le pic sera déplacé vers des températures hautes puisque la charge piégée sera plus liée nécessitant plus d’énergie (température) pour briser le lien. On obtient également une proportionnalité quasi linéaire entre la température au maximum de l’intensité (Tm) et l’énergie E. Dans ce genre de courbe, plus s augmente pour des valeurs de E et β constantes, plus les pics se déplace vers les températures basses étant donné que s et E auront des effets contraires sur la température à l’intensité maximale. Lorsque E et S sont constants, β diminue et Tm augmente.
Dans le modèle Garlick et Gibson (GG), une fois l’électron dans la bande de conduction, deux possibilités peuvent survenir, à l’opposé du modèle RW. Il peut : produire de la luminescence en se recombinant avec un CR ou être recapté par un piège vacant. Cette dernière partie est ce qui le différencie du RW. On peut calculer la probabilité d’un électron excité de faire ces deux processus en définissant la probabilité de recombinaison par Ahn et la probabilité de retrappage par An(N-n). Dans ce cas, N correspond au nombre total de piège et n au nombre de CR vacant et on trouve alors que la fraction de recombinaison devient :
{\displaystyle F={\frac {A_{h}n}{A_{h}n+A_{n}(N-n)}}}
Il est important de mentionné que Ah = An puisque ce modèle ne préfère pas la recombinaison au retrappage. On a alors que :
{\displaystyle F={\frac {n}{N}}}
Cette modification par rapport au modèle de RW implique alors que l’équation de l’intensité thermoluminescente devient :
{\displaystyle I(T)={\frac {n^{2}}{N}}s\exp {\biggl (}-{\frac {E}{kT}}{\biggr )}}
En intégrant cette équation et en sachant que dt=dT/β, il est possible d’obtenir la valeur de n pour chaque température, permettant alors de trouver, en multipliant n par la probabilité on obtient l’équation décrivant la courbe de thermoluminescence :
{\displaystyle I(T)=n_{0}^{2}{\frac {s}{N}}\exp {\Biggl (}1+\left({\frac {sn_{0}}{\beta N}}\right)\int \limits _{T_{0}}^{T}\exp {\biggl (}-{\frac {E}{kT}}{\biggr )}dT'{\Biggr )}^{-2}}
Dans cette équation n doit être significativement plus petit que N. Au contraire du modèle RW, les pics en GG augmente rapidement et descendent lentement. Aussi, lorsque le ratio de n0 et N diminue, les pics de luminescence du modèle GG se déplace vers de plus grandes températures.

## Matériel et montage

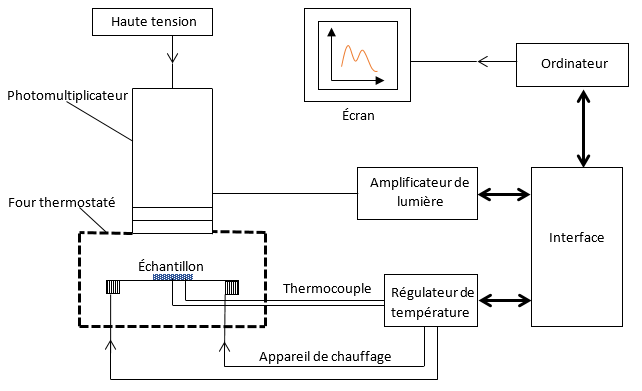
Figure 2. Schéma d'un appareil capable de mesurer la thermoluminescence.

En fonction des besoins expérimentaux, différents appareils peuvent être utilisés pour établir une courbe de thermoluminescence. Ils sont constitués des mêmes éléments principaux. Un appareil capable de mesurer la thermoluminescence est généralement composé d’une chambre à échantillon, d’un four thermostaté, d’un régulateur de température, d’un photomultiplicateur et d’un système de traitement des données (voir fig. 2).
La lumière émise par l’échantillon lorsqu’il est chauffé est mesurée et détectée par un photomultiplicateur et sa température est mesurée à l’aide d’un thermocouple. Ces deux variables sont enregistrées simultanément en fonction du temps, ce qui permet d’obtenir une courbe de thermoluminescence. Pour un tel appareil, la plage de température s’étend de la température ambiante à 500 °C. Une dizaine de milligrammes d’échantillon est suffisante pour être en mesure de procéder aux tests.
Le système de chauffage joue un rôle essentiel dans l’obtention de courbes de thermoluminescence comme il contrôle le taux de chauffage de l’échantillon. Ce dernier doit être linéaire pour être en mesure d’obtenir des résultats cohérents et reproductibles. Les systèmes de chauffage principaux sont le chauffage par résistance électrique, le chauffage à l’aide d’un gaz et le chauffage optique. Le chauffage par résistance électrique est une méthode simple et largement utilisée. Selon cette méthode, une plaquette de métal peut être chauffée indirectement par un régulateur de température ou par le passage d’un courant de haute tension au travers d’un fil de platine, de nichrome ou de graphite. Le chauffage au gaz peut s’accomplir soit indirectement avec de l’azote gazeux chauffé, soit directement en injectant de l’air chaud ou de l’azote gazeux dans un embout pulvérisateur. Il s’agit d’une méthode de chauffage efficace et rapide (jusqu’à 350 °C en 4-8 s) qui permet de chauffer un échantillon sans que ce dernier soit en contact avec la source de chaleur. Cela permet d’ailleurs d’augmenter le rapport  du signal sur bruit (S/N). Le chauffage optique est aussi une méthode de chauffage qui a l’avantage d’éviter le contact direct entre un échantillon et la source de chaleur. Les rayons infrarouges, les micro-ondes et les lasers peuvent être utilisés à cet effet.
Les photomultiplicateurs sont fréquemment utilisés pour détecter la thermoluminescence. Certains de leurs paramètres comme leur réponse spectrale, leur sensibilité et leur domaine de linéarité doivent être optimisés pour obtenir une réponse linéaire. Il est aussi possible d’améliorer le rapport du signal sur bruit (S/N) et de diminuer le courant d’obscurité à la sortir du détecteur en le refroidissant.

## Utilisation pratique: la datation par thermoluminescence

### Principe
Lorsqu’il est question de datation d’un matériel archéologique, on s’intéresse à l'accumulation d'énergie dans les différents matériaux composant l'objet étudié depuis son existence. Cette énergie provient de la radioactivité de l'environnement ambiant. Un cristal comme le quartz, qui est présent dans plusieurs minéraux, est capable d'accumuler cette énergie avec ses failles cristallines. Cette énergie consiste en l’accumulation d’électrons qui se retrouvent dans un état excité. Lorsque ces électrons demeurent assez longtemps dans cet état, ils deviennent métastables. Une émission d'une raie lumineuse peut alors être possible en provoquant une relaxation des électrons à un état fondamental. Pour ce faire, l’échantillon est chauffé ou illuminé, puis en retournant à l’état fondamental, l’électron peut émettre un photon à une certaine longueur d'onde qui peut être caractéristique de l'âge du minéral. Lorsque la température de chauffage est assez élevée et est adéquate pour l’échantillon analysé, les électrons sont relaxés pour la période de luminescence. L’âge géologique de plusieurs échantillons peut alors être estimé avec la thermoluminescence et une formule qui relie l'accumulation et la remise a zéro de l'énergie d'un minéral. Cette méthode a démontré une grande précision en archéologie, puisque maintenant l’âge peut être estimé jusqu’à des centaines de milliers d’années. La formule utilisée pour approximer l’âge est la suivante : 
{\displaystyle {\hat {a}}ge={pal{\acute {e}}odose \over dosage}={P_{(Gy)} \over {\dot {D}}_{(Gy\cdot \alpha ^{-1})}}}
P(Gy) représente la dose cumulative d'énergie en (gray) qui a été absorbée des rayons radioactifs naturels d’un minéral jusqu’à maintenant d'un kilogramme de masse depuis sa dernière cuisson.
D(Gy.a-1) correspond à une dose d'énergie venant de la radioactivité par 1 kilogramme de poids en (gray) d'échantillon absorbée par unité de temps. 
Cette technique est aussi applicable à des terres de foyer, des fours, des laves, et en général à tout milieu contenant les cristaux sensibles et ayant été soumis à des températures importantes dans le passé.

#### Calcul de la paléodose

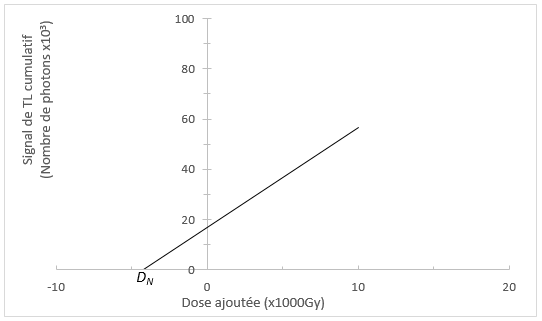
Figure 3. Graphique représentant la courbe additive de thermoluminescence ainsi que la valeur de la paléodose pour le quartz.

Le numérateur, soit la paléodose, se trouve à partir de la mesure du signal de la thermoluminescence qui est décrit plus haut. La méthode des ajouts dosés est utilisée comme méthode d'étalonnage. En premier lieu, l'échantillon est chauffé et le signal de luminescence est mesuré. Ensuite, la luminescence est mesurée pour l'échantillon avec différents ajouts connus de doses de radiation en (Gy). Un graphique peut alors être tracé avec le signal de thermoluminescence en fonction des différentes doses de rayonnement ajoutées (Figure 3). La figure 3 représente un exemple de datation d'un échantillon de quartz. Celui-ci détient d'ailleurs un signal de thermoluminescence rouge.
À partir de ce graphique, la méthode consiste à extrapoler la droite de croissance du signal de luminescence en fonction des rayonnements ajoutés artificiellement jusqu’à l’axe des x et la valeur correspondante en y est la dose de rayonnement qui correspond à la paléodose

#### Calcul du dosage de l'énergie de radiation accumulée en 1 an
Le dénominateur dépend de deux variables : la dose interne et la dose externe de radiation.
Une dose interne de radioactivité repose sur le principe que toutes les roches contiennent des éléments qui sont radioactifs. Les plus importants sont U, Th et K. Il peut y avoir d’autres éléments, mais ceux-ci ne sont pas significatifs dans la détermination de la dose totale interne absorbée par le minéral annuellement. De plus, cette dose peut être considérée constante pour toutes les années de vie de l'objet puisque le matériel analysé est stable géologiquement . Le dénominateur peut alors être écrit selon les trois doses de radiations les plus probables venant des éléments plus haut qui font varier la dose interne de radiation soit (Dα , Dβ  et Dγ ) :
{\displaystyle {\hat {a}}ge={P_{(Gy)} \over {\dot {D}}_{(Gy\cdot \alpha ^{-1})}}={P \over ({\dot {D}}_{\alpha }+{\dot {D}}_{\beta }+{\dot {D}}_{\gamma })+{\dot {D}}_{externe}}}
La deuxième variable est la dose de radiation externe. Elle peut être expliquée par l’exemple de la datation du silex.
De façon générale, les formations sédimentaires contiennent souvent des nucléides radioactifs. Ceux-ci donnent lieu à un débit de dose de radiation externe dans le matériau en plus des rayons cosmiques secondaires. Le rayonnement ionisant des nucléides est très faible comparé aux rayons cosmiques secondaires qui sont capables de pénétrer des roches et des sédiments jusqu’à plusieurs mètres.
Les rayons alpha pénètrent les objets seulement de quelques micromètres et la gamme de rayonnements des rayons bêta est de 2 mm. Pour les rayons gamma, la gamme de rayonnements de radiation est de 30 cm, donc l'équivalent d'une sphère de 60 cm de diamètre. Pour cette raison, seuls les rayons gamma sont considérés parmi les radiations provenant des roches sédimentaires environnantes. Une modélisation peut alors être nécessaire, puisque souvent les échantillons sont extraits de leur milieu naturel. La mesure de leur dose externe ne peut pas être réalisée à l'emplacement exact d'extraction. Par contre, cette modélisation peut être sujette à l’erreur et peut engendrer des incertitudes non négligeables.
Pour ce qui est des rayons cosmiques secondaires, ils dépendent de la profondeur d'enfouissement.
Avec ces deux paramètres supplémentaires, l’équation pour la datation peut être réécrite de la façon suivante : 
{\displaystyle {\hat {a}}ge={P_{(Gy)} \over {\dot {D}}_{(Gy\cdot \alpha ^{-1})}}={P \over {\dot {D}}_{interne}+({\dot {D}}_{cosmique}+{\dot {D}}_{\gamma -externe})}}

### Limites de cette méthode
La mesure peut être faussée par tout événement inconnu qui aurait chauffé fortement l'échantillon, comme un incendie. Pour les fours de potier, on n'obtiendra que la datation de la dernière utilisation. D'autre part, l'exposition accidentelle de l'échantillon à une source radioactive artificielle brouille définitivement les calculs.
Les cristaux ont une limite naturelle de stockage de la radioactivité naturelle. Au-delà d'un certain seuil, ils ne réagissent plus. On estime à 700 000 ans l'ancienneté maximale mesurable avec la méthode de la thermoluminescence. Cette limite est plus basse dans les régions où la radioactivité naturelle est importante.

### Domaine d'utilisation et précision
La datation par thermoluminescence est principalement utilisée dans trois disciplines :
- l'archéologie : datation de poteries, d'éléments architecturaux en terre cuite, de sculptures en terre cuite, de fours, de bronze (noyau), de pierres brûlées des foyers, d'outils et d'éclats de silex chauffés intentionnellement ou accidentellement ;
- la paléoanthropologie : datation de silex ou de quartz chauffés ;
- la géologie : roches ignées (volcanites), calcite (stalagmites), lœss, dunes, cratères de météorite.

Le champ d'application de la méthode est d'environ 100 ans à 800 000 ans. Son imprécision est de l'ordre de 5 à 15 % compte tenu de la dose externe mesurée sur site ; elle peut aller jusqu'à 20 % sur les objets trouvés hors de leur contexte archéologique.

## Minéraux pouvant présenter une thermoluminescence
- Barite, calcite, célestine, cryolite, danburite, fluorite, sphalérite.